# Pedró de Serramitja
Pedró de Serramitja és una obra del municipi de Moià (Moianès) inclosa en l'Inventari del Patrimoni Arquitectònic de Catalunya.

## Descripció
Es tracta d'una capelleta de pedra de dimensions reduïdes, apta per a dipositar una imatge al seu interior. Fa uns dos metres d'alçada per 80 d'amplada i 80 de profunditat. La base és configurada per un bloc de pedra que conté una inscripció de 1650 força deteriorada. Aquest bloc suporta la capella, formada per diferents blocs de pedra. Una cavitat rectangular tancada per una reixa de ferro resguardava una imatge religiosa avui desapareguda. La part superior està feta per blocs esgraonats, conjunt que era coronat per una creu, també de pedra, avui molt deteriorada. L'interior havia estat pintat de color mangra.
A uns 50 m. en direcció a la casa de Serramitja n'hi ha una altra de semblant. En aquesta s'hi pot llegir la inscripció «Caritat i amor».

## Història
Segurament, devia existir una altra capelleta, però ha estat desfeta i se n'han aprofitat les pedres per a construccions posteriors de la casa. La tradició oral explica que la gent de Moià i dels voltants anaven a la capella de Santa Magdalena en processó per demanar aigua després de períodes llargs de sequera. Aquestes capelletes devien servir per indicar el camí i la proximitat de l'ermita.